# Гурабије
Гурабије (тур. Kurabiye, арап. غريبة, перс. گلابیه) су врста малих колача пореклом из Персије. Позната су старинска посластица која се врло једноставно прави. Ови прхки мекани колачићи доста подсећају на кекс, али се од њега разликују по укусу и текстури. Ови слатки залогаји популарни су у разним културама, нарочито на Балкану, и неизоставни су део празничних трпеза и посебних прослава.

## Етимологија
Према турском писцу јерменског порекла Севану Нишанијану (Sevan Nişanyan), познатом по свом раду у области етимологије, турска реч kurabiye је туђица настала од персијске речи gulābiye (گلابیه), што значи пециво или колачић направљен од ружине водице. Ова реч је изведена од персијске речи gulāb (گلاب), што значи управо ружина водица. У српском језику безвучни глас „к” је прешао у његов звучни парњак „г”.

## Историја и традиција
Верује се да су  гурабије настале у Персији у 7. веку, убрзо пошто је почела употреба шећера у региону. Од Персијанаца су их преузеле Османлије у 15. веку и убрзо су постале део османске културе, преко које су дошле и на Балкан. Од других сличних колача од хрскавог теста оригиналне турске гурабије разликују се само у једном састојку, који им даје посебан укус и мирис, а то је млевени бадем. У Персији су пекари користили ружину водицу како би појачали арому и мирис, од чега потиче и назив ове посластице. Рецепт за гурабије налази се у првом штампаном турском кувару Melceü't-Tabbâhîn, који је објављен 1844, четири године након Танзимата.
У Турској се гурабије праве у више варијанти и свака од њих има своје име, па се тако оне са бадемима зову бадемли курабије (bademli kurabiye), а са орасима џевизли курабије (cevizli kurabiye). Често се може пробати и гурабија преливена чоколадом, медом или пуњена воћним надевом.
У грчкој кухињи гурабије су такође један од традиционалних слаткиша. Припремају се са бадемима и обавезан су део божићне трпезе.

## Гурабије у Србији
У Србији су гурабије позната старинска посластица, али готово заборављена. Као традиционални слаткиш задржала се у босанској кухињи, а у Србији у санџачкој кухињи. У српској кухињи гурабије се праве као једноставни колачићи, од основних намирница – брашна, маслаца или маргарина, шећера и јаја. Често се, за разлику од оригиналног рецепта, уместо маслаца користи маст, како је то дато у неколико рецепата за гурабије у чувеном Патином кувару (касније Велики народни кувар), Спасеније Пате Марковић. Гурабије се могу обогатити орашастим плодовима или чоколадом, а често се након печења посипају шећером у праху.

### Гурабије у српској традицији
Гурабије су толико укорењене у српској традицији, да су ушле и у народне пословице. Тако постоји народна изрека „Воли да меси гурабије”, која се односи на особу која је слаткоречива.

## Припрема
У српској кухињи гурабије се традиционално праве као једноставни колачићи, од основних намирница – брашна, маслаца или маргарина, шећера и јаја, а могу се обогатити орашастим плодовима, чоколадом или џемом, а често се након печења посипају шећером у праху.

### Рецепт за гурабије
У различитим изворима могу се наћи разне варијанте рецепта за припрему гурабија, од оних најједноставнијих, само од основних намирница, до грабија са џемом, бадемима, орасима, кокосом или воћним надевом. У тесто се може додати нарендана корица лимуна, а готови колачићи могу се прелити чоколадом, уваљати у шећер у праху, млевени лешник или кокосово брашно. Овде је дат један од најједноставнијих рецепата: 
Састојци
- 250 г маслаца или маргарина
- 150 г шећера у праху
- 1 јаје
- 1 кашичица ванилин шећера
- 500 г брашна
- прстохват соли
- шећер у праху за посипање

Припрема
Умутити маслац или маргарин са шећером у праху док маса не постане кремаста. Додајти јаје и ванилин шећер, па мешати док се добро не сједини. У смесу постепено додати брашно и прстохват соли и мешати док се не добије глатко тесто. Од готовог теста правити мале куглице или дискове, који се могу по жељи декорисати виљушком.
Гурабије поређати у тепсију обложену папиром за печење. Пећи у претходно загрејаној пећници на 180°C око 15–20 минута, док колачићи не добију златно–жуту боју. Печене гурабије извадите из пећнице и оставити да се охладе. На крају се, по жељи, могу посути шећером у праху. Могу се служити уз чај или кафу.
У традиционалне босанске гурабије, пре печења, утискује се коцка шећера. Коцка шећера је симболична за босанске гурабије, јер је шећер некад био скуп па је представљала велику част. Осим тога се коцка користила и за умакање у кафу.